# Polystichum squamatum
Polystichum squamatum là một loài dương xỉ trong họ Dryopteridaceae. Loài này được Lodd. mô tả khoa học đầu tiên năm 1849.
Danh pháp khoa học của loài này chưa được làm sáng tỏ. 